# Dzhango-Miran
Dzhango-Miran är en ort i Azerbajdzjan.   Den ligger i distriktet Lerik Rayonu, i den södra delen av landet, 220 km sydväst om huvudstaden Baku. Dzhango-Miran ligger 1 105 meter över havet och antalet invånare är 1 237.
Terrängen runt Dzhango-Miran är varierad. Närmaste större samhälle är Lerik, 2,4 km nordväst om Dzhango-Miran. 
Trakten runt Dzhango-Miran består i huvudsak av gräsmarker. Runt Dzhango-Miran är det ganska tätbefolkat, med 60 invånare per kvadratkilometer.